# Élections législatives de 2017 dans le Nord
Les élections législatives françaises de 2017 se déroulent les 11 et 18 juin 2017. Dans le département du Nord, vingt-et-un députés sont à élire dans le cadre de vingt-et-une circonscriptions.

## Élus
| Circonscription                                 | Député sortant           | Parti  | Parti    | Groupe   | Député élu ou réélu         | Parti | Parti | Groupe  |
| ----------------------------------------------- | ------------------------ | ------ | -------- | -------- | --------------------------- | ----- | ----- | ------- |
| 1re                                             | Vacant                   | Vacant | Vacant   | Vacant   | Adrien Quatennens           |       | FI    | LFI     |
| 2e                                              | Audrey Linkenheld        |        | PS       | SER      | Ugo Bernalicis              |       | FI    | LFI     |
| 3e                                              | Rémi Pauvros             |        | PS       | SER      | Christophe Di Pompeo        |       | LREM  | LREM    |
| 4e                                              | Marc-Philippe Daubresse* |        | LR       | LR       | Brigitte Liso               |       | LREM  | LREM    |
| 5e                                              | Sébastien Huyghe         |        | LR       | LR       | Sébastien Huyghe            |       | LR    | LR      |
| 6e                                              | Thierry Lazaro           |        | LR       | LR       | Charlotte Parmentier-Lecocq |       | LREM  | LREM    |
| 7e                                              | Francis Vercamer         |        | UDI      | UDI      | Francis Vercamer            |       | UDI   | LC      |
| 8e                                              | Dominique Baert*         |        | PS       | SER      | Catherine Osson             |       | LREM  | LREM    |
| 9e                                              | Bernard Gérard           |        | LR       | LR       | Valérie Petit               |       | LREM  | LREM    |
| 10e                                             | Vincent Ledoux           |        | LR       | LR       | Vincent Ledoux              |       | LR    | LC      |
| 11e                                             | Yves Durand*             |        | PS       | SER      | Laurent Pietraszewski       |       | LREM  | LREM    |
| 12e                                             | Christian Bataille       |        | PS       | SER      | Anne-Laure Cattelot         |       | LREM  | LREM    |
| 13e                                             | Christian Hutin          |        | MRC      | app. SER | Christian Hutin             |       | DVG   | app. NG |
| 14e                                             | Jean-Pierre Decool*      |        | LR       | app. LR  | Paul Christophe             |       | LR    | LC      |
| 15e                                             | Jean-Pierre Allossery*   |        | PS       | SER      | Jennifer de Temmerman       |       | LREM  | LREM    |
| 16e                                             | Jean-Jacques Candelier*  |        | FG (PCF) | GDR      | Alain Bruneel               |       | PCF   | GDR     |
| 17e                                             | Marc Dolez*              |        | FG (DVG) | GDR      | Dimitri Houbron             |       | LREM  | LREM    |
| 18e                                             | François-Xavier Villain* |        | UDI      | NI       | Guy Bricout                 |       | UDI   | LC      |
| 19e                                             | Anne-Lise Dufour-Tonini  |        | PS       | SER      | Sébastien Chenu             |       | FN    | NI      |
| 20e                                             | Alain Bocquet*           |        | FG (PCF) | GDR      | Fabien Roussel              |       | PCF   | GDR     |
| 21e                                             | Laurent Degallaix*       |        | UDI      | UDI      | Béatrice Descamps           |       | UDI   | LC      |
| * député sortant ne se représentant pas en 2017 |                          |        |          |          |                             |       |       |         |

## Rappel des résultats départementaux des élections de 2012
| Parti          | Parti                                            | Premier tour | Premier tour | Second tour | Second tour | Sièges |
| Parti          | Parti                                            | Voix         | %            | Voix        | %           | Sièges |
| -------------- | ------------------------------------------------ | ------------ | ------------ | ----------- | ----------- | ------ |
|                | Parti socialiste                                 | 254 300      | 26,46        | 319 845     | 37,86       | 7      |
|                | Divers gauche dont MRC                           | 44 788       | 4,66         | 46 984      | 5,56        | 2      |
|                | Europe Écologie Les Verts                        | 34 307       | 3,57         | 7 919       | 0,94        | 0      |
|                | Parti radical de gauche                          | 11 848       | 1,23         | 16 718      | 1,98        | 0      |
|                | Majorité présidentielle                          | 345 243      | 35,93        | 391 466     | 46,34       | 9      |
|                |                                                  |              |              |             |             |        |
|                | Union pour un mouvement populaire                | 200 956      | 20,91        | 203 284     | 24,06       | 6      |
|                | Nouveau centre                                   | 35 163       | 3,66         | 37 927      | 4,49        | 1      |
|                | Divers droite dont DLR et PCD                    | 34 918       | 3,63         | 54 584      | 6,46        | 1      |
|                | Parti radical                                    | 29 780       | 3,10         | 22 959      | 2,72        | 1      |
|                | Alliance centriste                               | 2            | 0,00         |             |             | 0      |
|                | Droite parlementaire                             | 300 819      | 31,30        | 318 754     | 37,73       | 9      |
|                |                                                  |              |              |             |             |        |
|                | Front national                                   | 162 240      | 16,88        | 48 416      | 5,73        | 0      |
|                | Front de gauche                                  | 115 569      | 12,03        | 86 152      | 10,20       | 3      |
|                | Extrême gauche dont LO, NPA et POI               | 11 215       | 1,17         |             |             | 0      |
|                | Divers écologiste dont LT-LNÉ, MÉI, Cap21 et AÉI | 10 364       | 1,08         | 0           |             |        |
|                | Mouvement démocrate                              | 9 539        | 0,99         | 0           |             |        |
|                | Extrême droite                                   | 3 186        | 0,33         | 0           |             |        |
|                | Divers                                           | 2 786        | 0,29         | 0           |             |        |
|                |                                                  |              |              |             |             |        |
| Inscrits       | Inscrits                                         | 1 794 036    | 100,00       | 1 794 015   | 100,00      | 21     |
| Abstentions    | Abstentions                                      | 817 870      | 45,59        | 894 988     | 49,89       |        |
| Votants        | Votants                                          | 976 166      | 54,41        | 899 027     | 50,11       |        |
| Blancs et nuls | Blancs et nuls                                   | 15 205       | 1,56         | 54 239      | 6,03        |        |
| Exprimés       | Exprimés                                         | 960 961      | 98,44        | 844 788     | 93,97       |        |

## Résultats de l'élection présidentielle de 2017 par circonscription
| Circonscription | 1er tour | 1er tour | 1er tour | 1er tour  |         | 2d tour | 2d tour |
| Circonscription | Macron   | Le Pen   | Fillon   | Mélenchon | Macron  | Le Pen  |         |
| --------------- | -------- | -------- | -------- | --------- | ------- | ------- | ------- |
| Circonscription |          |          |          |           |         |         |         |
| 1re             | 24,01 %  | 15,46 %  | 13,56 %  | 30,41 %   | 76,33 % | 23,67 % |         |
| 2e              | 23,48 %  | 18,01 %  | 13,48 %  | 28,68 %   | 72,66 % | 27,34 % |         |
| 3e              | 15,9 %   | 36,44 %  | 14,05 %  | 20,51 %   | 46,19 % | 53,81 % |         |
| 4e              | 26,61 %  | 17,73 %  | 23,73 %  | 18,11 %   | 71,81 % | 28,19 % |         |
| 5e              | 21,72 %  | 27,66 %  | 16,93 %  | 19,14 %   | 57,86 % | 42,14 % |         |
| 6e              | 24,29 %  | 22,67 %  | 23,77 %  | 15,81 %   | 64,75 % | 35,25 % |         |
| 7e              | 22,97 %  | 20,13 %  | 21,94 %  | 21,56 %   | 68,89 % | 31,11 % |         |
| 8e              | 20,41 %  | 24,98 %  | 10,91 %  | 29,6 %    | 63,78 % | 36,22 % |         |
| 9e              | 25,05 %  | 13,83 %  | 30,2 %   | 18,38 %   | 76,92 % | 23,06 % |         |
| 10e             | 19,8 %   | 26,87 %  | 18,08 %  | 21,41 %   | 59,66 % | 40,34 % |         |
| 11e             | 22,07 %  | 22,54 %  | 16,85 %  | 22,76 %   | 65,42 % | 34,58 % |         |
| 12e             | 15,9 %   | 36,02 %  | 15,44 %  | 19,45 %   | 44,34 % | 55,66 % |         |
| 13e             | 16,69 %  | 32,97 %  | 10,76 %  | 24,63 %   | 50,02 % | 49,98 % |         |
| 14e             | 18,25 %  | 32,62 %  | 17,61 %  | 16,98 %   | 49,95 % | 50,05 % |         |
| 15e             | 19,29 %  | 29,81 %  | 19,12 %  | 17,33 %   | 53,69 % | 46,31 % |         |
| 16e             | 14,94 %  | 37,06 %  | 9,09 %   | 26,09 %   | 43,49 % | 56,51 % |         |
| 17e             | 17,49 %  | 32,89 %  | 14,31 %  | 22,21 %   | 50,24 % | 49,76 % |         |
| 18e             | 16,99 %  | 35,63 %  | 16,9 %   | 16,52 %   | 44,82 % | 55,18 % |         |
| 19e             | 14,74 %  | 39,36 %  | 9,67 %   | 23,76 %   | 41,67 % | 58,33 % |         |
| 20e             | 15,77 %  | 37,59 %  | 11,3 %   | 22,5 %    | 43,98 % | 56,02 % |         |
| 21e             | 19 %     | 30,34 %  | 16,57 %  | 21,25 %   | 53,28 % | 46,72 % |         |

## Résultats

### Résultats à l'échelle du département
|                                          |                                      |                           |                           |                          |                          |  |
|                                          |                                      | Premier tour 11 juin 2017 | Premier tour 11 juin 2017 | Second tour 18 juin 2017 | Second tour 18 juin 2017 |  |
|                                          |                                      |                           |                           |                          |                          |  |
|                                          |                                      | Nombre                    | % des inscrits            | Nombre                   | % des inscrits           |  |
| Inscrits                                 | Inscrits                             | 1 805 218                 | 100,00                    | 1 805 132                | 100,00                   |  |
| Abstentions                              | Abstentions                          | 975 570                   | 54,04                     | 1 073 280                | 59,46                    |  |
| Votants                                  | Votants                              | 829 648                   | 45,96                     | 731 852                  | 40,54                    |  |
|                                          |                                      |                           | % des votants             |                          | % des votants            |  |
| Bulletins blancs                         | Bulletins blancs                     | 12 889                    | 1,55                      | 47 917                   | 6,55                     |  |
| Bulletins nuls                           | Bulletins nuls                       | 5 117                     | 0,62                      | 20 726                   | 2,83                     |  |
| Suffrages exprimés                       | Suffrages exprimés                   | 811 642                   | 97,83                     | 663 209                  | 90,62                    |  |
|                                          |                                      |                           |                           |                          |                          |  |
| Étiquette politique                      | Étiquette politique                  | Voix                      | % des exprimés            | Voix                     | % des exprimés           |  |
|                                          |                                      |                           |                           |                          |                          |  |
|                                          | La République en marche              | 192 573                   | 23,73                     | 245 075                  | 36,95                    |  |
|                                          | Front national                       | 160 540                   | 19,78                     | 142 049                  | 21,42                    |  |
|                                          | La France insoumise                  | 101 414                   | 12,49                     | 30 656                   | 4,62                     |  |
|                                          | Les Républicains                     | 97 020                    | 11,95                     | 110 122                  | 16,60                    |  |
|                                          | Union des démocrates et indépendants | 49 785                    | 6,13                      | 53 371                   | 8,05                     |  |
|                                          | Parti socialiste                     | 45 946                    | 5,66                      |                          |                          |  |
|                                          | Parti communiste français            | 36 035                    | 4,44                      | 35 690                   | 5,38                     |  |
|                                          | Europe Écologie Les Verts            | 27 843                    | 3,43                      |                          |                          |  |
|                                          | Mouvement démocrate                  | 24 935                    | 3,07                      | 24 708                   | 3,73                     |  |
|                                          | Divers gauche                        | 22 325                    | 2,75                      | 21 538                   | 3,25                     |  |
|                                          | Divers droite                        | 17 614                    | 2,17                      |                          |                          |  |
|                                          | Divers                               | 8 895                     | 1,10                      |                          |                          |  |
|                                          | Extrême gauche                       | 8 663                     | 1,07                      |                          |                          |  |
|                                          | Écologiste                           | 7 034                     | 0,87                      |                          |                          |  |
|                                          | Debout la France                     | 3 853                     | 0,47                      |                          |                          |  |
|                                          | Parti radical de gauche              | 3 759                     | 0,46                      |                          |                          |  |
|                                          | Extrême droite                       | 3 370                     | 0,42                      |                          |                          |  |
|                                          | Régionaliste                         | 38                        | 0,00                      |                          |                          |  |
| Source : Ministère de l'Intérieur - Nord |                                      |                           |                           |                          |                          |  |

### Résultats par circonscription

#### Première circonscription
Député sortant : Bernard Roman (Parti socialiste).
|                                                                      | |                           |                           |                          |                          |
|                                                                      | | Premier tour 11 juin 2017 | Premier tour 11 juin 2017 | Second tour 18 juin 2017 | Second tour 18 juin 2017 |
|                                                                      | |                           |                           |                          |                          |
|                                                                      | | Nombre                    | % des inscrits            | Nombre                   | % des inscrits           |
| Inscrits                                                             | Inscrits | 61 729                    | 100,00                    | 61 729                   | 100,00                   |
| Abstentions                                                          | Abstentions | 34 284                    | 55,54                     | 38 056                   | 61,65                    |
| Votants                                                              | Votants | 27 445                    | 44,46                     | 23 673                   | 38,35                    |
|                                                                      | |                           | % des votants             |                          | % des votants            |
| Bulletins blancs                                                     | Bulletins blancs                                                                                                   | 291                       | 1,06                      | 1 133                    | 4,79                     |
| Bulletins nuls                                                       | Bulletins nuls | 135                       | 0,49                      | 512                      | 2,16                     |
| Suffrages exprimés                                                   | Suffrages exprimés                                                                                                 | 27 019                    | 98,45                     | 22 028                   | 93,05                    |
|                                                                      | |                           |                           |                          |                          |
| Candidat Étiquette politique (partis et alliances)                   | Candidat Étiquette politique (partis et alliances)                                                                 | Voix                      | % des exprimés            | Voix                     | % des exprimés           |
|                                                                      | |                           |                           |                          |                          |
|                                                                      | Christophe Itier La République en marche                                                                           | 8 810                     | 32,61                     | 10 989                   | 49,89                    |
|                                                                      | Adrien Quatennens La France insoumise                                                                              | 5 236                     | 19,38                     | 11 039                   | 50,11                    |
|                                                                      | Nicolas Lebas Union des démocrates et indépendants (Les Républicains)                                              | 3 728                     | 13,80                     |                          |                          |
|                                                                      | Éric Dillies Front national                                                                                        | 2 947                     | 10,91                     |                          |                          |
|                                                                      | François Lamy (député sortant) Parti socialiste (Mouvement républicain et citoyen)                                 | 2 470                     | 9,14                      |                          |                          |
|                                                                      | Anne Mikolajczak Europe Écologie Les Verts                                                                         | 1 383                     | 5,12                      |                          |                          |
|                                                                      | Hugo Vandamme Parti communiste français (Front de gauche)                                                          | 631                       | 2,34                      |                          |                          |
|                                                                      | Chantal Pote Écologiste (Confédération pour l'homme, l'animal et la planète)                                       | 382                       | 1,41                      |                          |                          |
|                                                                      | Patrice Hanriot Divers (#MaVoix)                                                                                   | 278                       | 1,03                      |                          |                          |
|                                                                      | Caroline Soualle Divers (Parti animaliste)                                                                         | 258                       | 0,95                      |                          |                          |
|                                                                      | Nicole Baudrin Lutte ouvrière                                                                                      | 246                       | 0,91                      |                          |                          |
|                                                                      | Maxime Royer Divers (Union populaire républicaine)                                                                 | 170                       | 0,63                      |                          |                          |
|                                                                      | Abdelaziz Zaddi Écologiste (Alliance écologiste indépendante)                                                      | 162                       | 0,60                      |                          |                          |
|                                                                      | Slimane Abdelkafar Divers (Parti pirate)                                                                           | 121                       | 0,45                      |                          |                          |
|                                                                      | Isabelle Koinig Écologiste (Mouvement écologiste indépendant - Confédération pour l'homme, l'animal et la planète) | 121                       | 0,45                      |                          |                          |
|                                                                      | Véronique Demolliens Régionaliste                                                                                  | 37                        | 0,14                      |                          |                          |
|                                                                      | Hervé Decaux Divers                                                                                                | 26                        | 0,10                      |                          |                          |
|                                                                      | Lucie Dubus Divers                                                                                                 | 7                         | 0,03                      |                          |                          |
|                                                                      | Olivier Capelle Divers                                                                                             | 3                         | 0,01                      |                          |                          |
|                                                                      | Camille Colliot Divers (Rêve général)                                                                              | 2                         | 0,01                      |                          |                          |
|                                                                      | Tristan Duval Extrême gauche (En lutte)                                                                            | 1                         | 0,00                      |                          |                          |
|                                                                      | Virginie de Cesare Divers (Plantons des graines !)                                                                 | 0                         | 0,00                      |                          |                          |
|                                                                      | Stéphane Étienne Divers (Autogestion)                                                                              | 0                         | 0,00                      |                          |                          |
|                                                                      | Valentine Rambert Divers droite (Parti chrétien-démocrate)                                                         | 0                         | 0,00                      |                          |                          |
|                                                                      | Pierre Rodriguez Divers (Tous pour rire !)                                                                         | 0                         | 0,00                      |                          |                          |
| Source : Ministère de l'Intérieur - Première circonscription du Nord | |                           |                           |                          |                          |

#### Deuxième circonscription
Député sortant : Audrey Linkenheld (Parti socialiste).
|                                                                      | |                           |                           |                          |                          |
|                                                                      | | Premier tour 11 juin 2017 | Premier tour 11 juin 2017 | Second tour 18 juin 2017 | Second tour 18 juin 2017 |
|                                                                      | |                           |                           |                          |                          |
|                                                                      | | Nombre                    | % des inscrits            | Nombre                   | % des inscrits           |
| Inscrits                                                             | Inscrits | 86 663                    | 100,00                    | 86 665                   | 100,00                   |
| Abstentions                                                          | Abstentions | 46 195                    | 53,30                     | 51 589                   | 59,53                    |
| Votants                                                              | Votants | 40 468                    | 46,70                     | 35 076                   | 40,47                    |
|                                                                      | |                           | % des votants             |                          | % des votants            |
| Bulletins blancs                                                     | Bulletins blancs | 553                       | 1,37                      | 3 046                    | 8,68                     |
| Bulletins nuls                                                       | Bulletins nuls | 263                       | 0,65                      | 1 449                    | 4,13                     |
| Suffrages exprimés                                                   | Suffrages exprimés                                                                                                   | 39 652                    | 97,98                     | 30 581                   | 87,18                    |
|                                                                      | |                           |                           |                          |                          |
| Candidat Étiquette politique (partis et alliances)                   | Candidat Étiquette politique (partis et alliances)                                                                   | Voix                      | % des exprimés            | Voix                     | % des exprimés           |
|                                                                      | |                           |                           |                          |                          |
|                                                                      | Houmria Berrada La République en marche                                                                              | 8 935                     | 22,53                     | 10 962                   | 35,85                    |
|                                                                      | Ugo Bernalicis La France insoumise                                                                                   | 7 598                     | 19,16                     | 19 619                   | 64,15                    |
|                                                                      | Audrey Linkenheld (députée sortante) Parti socialiste                                                                | 7 314                     | 18,45                     |                          |                          |
|                                                                      | Véronique Descamps Front national                                                                                    | 5 554                     | 14,01                     |                          |                          |
|                                                                      | Florence Bariseau Les Républicains (Union des démocrates et indépendants)                                            | 4 731                     | 11,93                     |                          |                          |
|                                                                      | Hélène Hardy Europe Écologie Les Verts                                                                               | 1 920                     | 4,84                      |                          |                          |
|                                                                      | Romain Leclercq Parti communiste français (Front de gauche)                                                          | 711                       | 1,79                      |                          |                          |
|                                                                      | Virginie Chauchoy Divers (Parti animaliste)                                                                          | 555                       | 1,40                      |                          |                          |
|                                                                      | Mohamed Bousnane Écologiste (Une France unie, diverse et solidaire)                                                  | 514                       | 1,30                      |                          |                          |
|                                                                      | Sébastien de Gouy Écologiste (Mouvement écologiste indépendant - Confédération pour l'homme, l'animal et la planète) | 378                       | 0,95                      |                          |                          |
|                                                                      | Pascale Rougée Lutte ouvrière                                                                                        | 354                       | 0,89                      |                          |                          |
|                                                                      | Elies Ben Helal Divers (Union populaire républicaine)                                                                | 302                       | 0,76                      |                          |                          |
|                                                                      | Pascal-Alexandre Dudenko Divers gauche (Nouvelle Donne)                                                              | 277                       | 0,70                      |                          |                          |
|                                                                      | Madjid Messabihi Divers                                                                                              | 268                       | 0,68                      |                          |                          |
|                                                                      | Tania Gandrot Divers gauche (Mouvement des progressistes)                                                            | 213                       | 0,54                      |                          |                          |
|                                                                      | Arnaud Beils Divers (Solidarité et progrès)                                                                          | 28                        | 0,07                      |                          |                          |
| Source : Ministère de l'Intérieur - Deuxième circonscription du Nord | |                           |                           |                          |                          |

#### Troisième circonscription
Député sortant : Rémi Pauvros (Parti socialiste).
|                                                                       |                                                                              |                           |                           |                          |                          |
|                                                                       |                                                                              | Premier tour 11 juin 2017 | Premier tour 11 juin 2017 | Second tour 18 juin 2017 | Second tour 18 juin 2017 |
|                                                                       |                                                                              |                           |                           |                          |                          |
|                                                                       |                                                                              | Nombre                    | % des inscrits            | Nombre                   | % des inscrits           |
| Inscrits                                                              | Inscrits                                                                     | 94 009                    | 100,00                    | 94 004                   | 100,00                   |
| Abstentions                                                           | Abstentions                                                                  | 55 659                    | 59,21                     | 57 974                   | 61,67                    |
| Votants                                                               | Votants                                                                      | 38 350                    | 40,79                     | 36 030                   | 38,33                    |
|                                                                       |                                                                              |                           | % des votants             |                          | % des votants            |
| Bulletins blancs                                                      | Bulletins blancs                                                             | 748                       | 1,95                      | 2 226                    | 6,18                     |
| Bulletins nuls                                                        | Bulletins nuls                                                               | 299                       | 0,78                      | 935                      | 2,60                     |
| Suffrages exprimés                                                    | Suffrages exprimés                                                           | 37 303                    | 97,27                     | 32 869                   | 91,23                    |
|                                                                       |                                                                              |                           |                           |                          |                          |
| Candidat Étiquette politique (partis et alliances)                    | Candidat Étiquette politique (partis et alliances)                           | Voix                      | % des exprimés            | Voix                     | % des exprimés           |
|                                                                       |                                                                              |                           |                           |                          |                          |
|                                                                       | Sylvie Goddyn Front national                                                 | 10 040                    | 26,91                     | 16 008                   | 48,70                    |
|                                                                       | Christophe Di Pompeo La République en marche                                 | 9 377                     | 25,14                     | 16 861                   | 51,30                    |
|                                                                       | Rémi Pauvros (député sortant) Parti socialiste                               | 5 498                     | 14,74                     |                          |                          |
|                                                                       | Alain Poyart Union des démocrates et indépendants (Les Républicains)         | 4 658                     | 12,49                     |                          |                          |
|                                                                       | Aurélien Motte La France insoumise                                           | 4 144                     | 11,11                     |                          |                          |
|                                                                       | Patrick Viltart Parti communiste français (Front de gauche)                  | 1 151                     | 3,09                      |                          |                          |
|                                                                       | Marc Dehondt Écologiste (Confédération pour l'homme, l'animal et la planète) | 635                       | 1,70                      |                          |                          |
|                                                                       | Marie-Claude Rondeaux Lutte ouvrière                                         | 528                       | 1,42                      |                          |                          |
|                                                                       | Franck Lesueur-Bonte Europe Écologie Les Verts                               | 503                       | 1,35                      |                          |                          |
|                                                                       | Corinne Lairé Extrême droite (Parti de la France)                            | 390                       | 1,05                      |                          |                          |
|                                                                       | Bathoche Mahious Écologiste (Alliance écologiste indépendante)               | 201                       | 0,54                      |                          |                          |
|                                                                       | Nassima Aklil Divers (Union populaire républicaine)                          | 176                       | 0,47                      |                          |                          |
|                                                                       | Florence Hudelist Divers droite (Parti chrétien-démocrate)                   | 2                         | 0,01                      |                          |                          |
| Source : Ministère de l'Intérieur - Troisième circonscription du Nord |                                                                              |                           |                           |                          |                          |

#### Quatrième circonscription
Député sortant : Marc-Philippe Daubresse (Les Républicains).
|                                                                       |                                                                         |                           |                           |                          |                          |
|                                                                       |                                                                         | Premier tour 11 juin 2017 | Premier tour 11 juin 2017 | Second tour 18 juin 2017 | Second tour 18 juin 2017 |
|                                                                       |                                                                         |                           |                           |                          |                          |
|                                                                       |                                                                         | Nombre                    | % des inscrits            | Nombre                   | % des inscrits           |
| Inscrits                                                              | Inscrits                                                                | 99 303                    | 100,00                    | 99 302                   | 100,00                   |
| Abstentions                                                           | Abstentions                                                             | 49 557                    | 49,90                     | 57 798                   | 58,20                    |
| Votants                                                               | Votants                                                                 | 49 746                    | 50,10                     | 41 504                   | 41,80                    |
|                                                                       |                                                                         |                           | % des votants             |                          | % des votants            |
| Bulletins blancs                                                      | Bulletins blancs                                                        | 559                       | 1,12                      | 3 112                    | 7,50                     |
| Bulletins nuls                                                        | Bulletins nuls                                                          | 215                       | 0,43                      | 1 261                    | 3,04                     |
| Suffrages exprimés                                                    | Suffrages exprimés                                                      | 48 972                    | 98,44                     | 37 131                   | 89,46                    |
|                                                                       |                                                                         |                           |                           |                          |                          |
| Candidat Étiquette politique (partis et alliances)                    | Candidat Étiquette politique (partis et alliances)                      | Voix                      | % des exprimés            | Voix                     | % des exprimés           |
|                                                                       |                                                                         |                           |                           |                          |                          |
|                                                                       | Brigitte Liso La République en marche                                   | 18 781                    | 38,35                     | 21 814                   | 58,75                    |
|                                                                       | Jacques Houssin Les Républicains (Union des démocrates et indépendants) | 8 150                     | 16,64                     | 15 317                   | 41,25                    |
|                                                                       | Jean-Pierre Houbron La France insoumise                                 | 5 921                     | 12,09                     |                          |                          |
|                                                                       | Julien Franquet Front national                                          | 5 324                     | 10,87                     |                          |                          |
|                                                                       | Sébastien Leprêtre Divers droite                                        | 3 931                     | 8,03                      |                          |                          |
|                                                                       | Stéphane Baly Europe Écologie Les Verts                                 | 3 114                     | 6,36                      |                          |                          |
|                                                                       | Pierre-Yves Pira Parti communiste français (Front de gauche)            | 681                       | 1,39                      |                          |                          |
|                                                                       | Olivier Fauchille Divers                                                | 642                       | 1,31                      |                          |                          |
|                                                                       | Philippe Harquet Parti socialiste                                       | 601                       | 1,23                      |                          |                          |
|                                                                       | Christine Tavernier Debout la France                                    | 525                       | 1,07                      |                          |                          |
|                                                                       | Tanguy Latron Divers droite (Parti chrétien-démocrate)                  | 351                       | 0,72                      |                          |                          |
|                                                                       | Carole Bailleul Lutte ouvrière                                          | 337                       | 0,69                      |                          |                          |
|                                                                       | Alexandre Roubinowitz Divers (La Relève citoyenne)                      | 223                       | 0,46                      |                          |                          |
|                                                                       | Hourya Slimani Divers (Union populaire républicaine)                    | 217                       | 0,44                      |                          |                          |
|                                                                       | Gwendoline Allimant Écologiste (Parti social-démocrate libéral)         | 143                       | 0,29                      |                          |                          |
|                                                                       | Élise Renauld Divers (Allons enfants)                                   | 31                        | 0,06                      |                          |                          |
| Source : Ministère de l'Intérieur - Quatrième circonscription du Nord |                                                                         |                           |                           |                          |                          |

#### Cinquième circonscription
Député sortant : Sébastien Huyghe (Les Républicains).
|                                                                       | |                           |                           |                          |                          |
|                                                                       | | Premier tour 11 juin 2017 | Premier tour 11 juin 2017 | Second tour 18 juin 2017 | Second tour 18 juin 2017 |
|                                                                       | |                           |                           |                          |                          |
|                                                                       | | Nombre                    | % des inscrits            | Nombre                   | % des inscrits           |
| Inscrits                                                              | Inscrits | 99 871                    | 100,00                    | 99 876                   | 100,00                   |
| Abstentions                                                           | Abstentions | 49 119                    | 49,18                     | 56 682                   | 56,75                    |
| Votants                                                               | Votants | 50 752                    | 50,82                     | 43 194                   | 43,25                    |
|                                                                       | |                           | % des votants             |                          | % des votants            |
| Bulletins blancs                                                      | Bulletins blancs | 752                       | 1,48                      | 3 511                    | 8,13                     |
| Bulletins nuls                                                        | Bulletins nuls | 240                       | 0,47                      | 1 346                    | 3,12                     |
| Suffrages exprimés                                                    | Suffrages exprimés | 49 760                    | 98,05                     | 38 337                   | 88,76                    |
|                                                                       | |                           |                           |                          |                          |
| Candidat Étiquette politique (partis et alliances)                    | Candidat Étiquette politique (partis et alliances)                                                                           | Voix                      | % des exprimés            | Voix                     | % des exprimés           |
|                                                                       | |                           |                           |                          |                          |
|                                                                       | Guillaume Dekoninck La République en marche                                                                                  | 14 906                    | 29,96                     | 17 053                   | 44,48                    |
|                                                                       | Sébastien Huyghe (député sortant) Les Républicains (Union des démocrates et indépendants)                                    | 11 757                    | 23,63                     | 21 284                   | 55,52                    |
|                                                                       | Victor Catteau Front national                                                                                                | 9 199                     | 18,49                     |                          |                          |
|                                                                       | Lucile Caplier La France insoumise                                                                                           | 6 507                     | 13,08                     |                          |                          |
|                                                                       | Aude Leduc Parti socialiste                                                                                                  | 2 151                     | 4,32                      |                          |                          |
|                                                                       | Françoise Dumez Parti communiste français (Front de gauche)                                                                  | 1 530                     | 3,07                      |                          |                          |
|                                                                       | Yannick Brohard Europe Écologie Les Verts                                                                                    | 1 421                     | 2,86                      |                          |                          |
|                                                                       | Guillaume Levecq Debout la France                                                                                            | 786                       | 1,58                      |                          |                          |
|                                                                       | Xavier Lapierre Lutte ouvrière                                                                                               | 425                       | 0,85                      |                          |                          |
|                                                                       | Francine Herbaut-Dauptain Écologiste (Mouvement écologiste indépendant - Confédération pour l'homme, l'animal et la planète) | 411                       | 0,83                      |                          |                          |
|                                                                       | Florence Masselot Écologiste (Pacte antispéciste citoyen pour la transparence et l'éthique)                                  | 354                       | 0,71                      |                          |                          |
|                                                                       | Philippe Dambry Divers (Union populaire républicaine)                                                                        | 209                       | 0,42                      |                          |                          |
|                                                                       | Pierre Lehembre Divers (Allons enfants)                                                                                      | 100                       | 0,20                      |                          |                          |
|                                                                       | Béatrice Cuvelier Divers droite (Parti chrétien-démocrate)                                                                   | 4                         | 0,01                      |                          |                          |
| Source : Ministère de l'Intérieur - Cinquième circonscription du Nord | |                           |                           |                          |                          |

#### Sixième circonscription
Député sortant : Thierry Lazaro (Les Républicains).
|                                                                     |                                                                                         |                           |                           |                          |                          |
|                                                                     |                                                                                         | Premier tour 11 juin 2017 | Premier tour 11 juin 2017 | Second tour 18 juin 2017 | Second tour 18 juin 2017 |
|                                                                     |                                                                                         |                           |                           |                          |                          |
|                                                                     |                                                                                         | Nombre                    | % des inscrits            | Nombre                   | % des inscrits           |
| Inscrits                                                            | Inscrits                                                                                | 89 107                    | 100,00                    | 89 108                   | 100,00                   |
| Abstentions                                                         | Abstentions                                                                             | 41 072                    | 46,09                     | 46 902                   | 52,64                    |
| Votants                                                             | Votants                                                                                 | 48 035                    | 53,91                     | 42 206                   | 47,36                    |
|                                                                     |                                                                                         |                           | % des votants             |                          | % des votants            |
| Bulletins blancs                                                    | Bulletins blancs                                                                        | 618                       | 1,29                      | 2 787                    | 6,60                     |
| Bulletins nuls                                                      | Bulletins nuls                                                                          | 261                       | 0,54                      | 1 326                    | 3,14                     |
| Suffrages exprimés                                                  | Suffrages exprimés                                                                      | 47 156                    | 98,17                     | 38 093                   | 90,25                    |
|                                                                     |                                                                                         |                           |                           |                          |                          |
| Candidat Étiquette politique (partis et alliances)                  | Candidat Étiquette politique (partis et alliances)                                      | Voix                      | % des exprimés            | Voix                     | % des exprimés           |
|                                                                     |                                                                                         |                           |                           |                          |                          |
|                                                                     | Charlotte Lecocq La République en marche                                                | 17 932                    | 38,03                     | 19 739                   | 51,82                    |
|                                                                     | Thierry Lazaro (député sortant) Les Républicains (Union des démocrates et indépendants) | 10 905                    | 23,13                     | 18 354                   | 48,18                    |
|                                                                     | Éric Cattelin-Denu Front national                                                       | 6 999                     | 14,84                     |                          |                          |
|                                                                     | Amandine Fouillard La France insoumise                                                  | 4 638                     | 9,84                      |                          |                          |
|                                                                     | Maryse Faber-Rossi Europe Écologie Les Verts                                            | 1 540                     | 3,27                      |                          |                          |
|                                                                     | Didier Chastanet Parti radical de gauche                                                | 1 406                     | 2,98                      |                          |                          |
|                                                                     | Romain Sarels Divers droite (577-Les Indépendants)                                      | 1 228                     | 2,60                      |                          |                          |
|                                                                     | Nadine Savary-Canteloup Parti communiste français (Front de gauche)                     | 1 001                     | 2,12                      |                          |                          |
|                                                                     | Isabelle Colas Écologiste (Alliance écologiste indépendante)                            | 539                       | 1,14                      |                          |                          |
|                                                                     | Léa Demory Lutte ouvrière                                                               | 376                       | 0,80                      |                          |                          |
|                                                                     | Anne Lefèvre Divers (La Relève citoyenne)                                               | 317                       | 0,67                      |                          |                          |
|                                                                     | Jean-Marc Gérard Divers (Union populaire républicaine)                                  | 255                       | 0,54                      |                          |                          |
|                                                                     | Agnès Lefebvre Divers droite (Parti chrétien-démocrate)                                 | 20                        | 0,04                      |                          |                          |
| Source : Ministère de l'Intérieur - Sixième circonscription du Nord |                                                                                         |                           |                           |                          |                          |

#### Septième circonscription
Député sortant : Francis Vercamer (Union des démocrates et indépendants).
|                                                                      |                                                                                           |                           |                           |                          |                          |
|                                                                      |                                                                                           | Premier tour 11 juin 2017 | Premier tour 11 juin 2017 | Second tour 18 juin 2017 | Second tour 18 juin 2017 |
|                                                                      |                                                                                           |                           |                           |                          |                          |
|                                                                      |                                                                                           | Nombre                    | % des inscrits            | Nombre                   | % des inscrits           |
| Inscrits                                                             | Inscrits                                                                                  | 72 443                    | 100,00                    | 72 442                   | 100,00                   |
| Abstentions                                                          | Abstentions                                                                               | 39 528                    | 54,56                     | 44 526                   | 61,46                    |
| Votants                                                              | Votants                                                                                   | 32 915                    | 45,44                     | 27 916                   | 38,54                    |
|                                                                      |                                                                                           |                           | % des votants             |                          | % des votants            |
| Bulletins blancs                                                     | Bulletins blancs                                                                          | 400                       | 1,22                      | 1 853                    | 6,64                     |
| Bulletins nuls                                                       | Bulletins nuls                                                                            | 166                       | 0,50                      | 699                      | 2,50                     |
| Suffrages exprimés                                                   | Suffrages exprimés                                                                        | 32 349                    | 98,28                     | 25 364                   | 90,86                    |
|                                                                      |                                                                                           |                           |                           |                          |                          |
| Candidat Étiquette politique (partis et alliances)                   | Candidat Étiquette politique (partis et alliances)                                        | Voix                      | % des exprimés            | Voix                     | % des exprimés           |
|                                                                      |                                                                                           |                           |                           |                          |                          |
|                                                                      | Arnaud Verspieren Mouvement démocrate (La République en marche)                           | 11 226                    | 34,70                     | 11 788                   | 46,48                    |
|                                                                      | Francis Vercamer (député sortant) Union des démocrates et indépendants (Les Républicains) | 8 269                     | 25,56                     | 13 576                   | 53,52                    |
|                                                                      | Yann Merlevède La France insoumise                                                        | 4 792                     | 14,81                     |                          |                          |
|                                                                      | Françoise Coolzaet Front national                                                         | 4 761                     | 14,72                     |                          |                          |
|                                                                      | Hélène Viard Parti socialiste                                                             | 1 220                     | 3,77                      |                          |                          |
|                                                                      | Karima Chouia Europe Écologie Les Verts                                                   | 1 078                     | 3,33                      |                          |                          |
|                                                                      | Renée Toillon Lutte ouvrière                                                              | 285                       | 0,88                      |                          |                          |
|                                                                      | Abdelkader Chouya Écologiste (Une France unie, diverse et solidaire)                      | 285                       | 0,88                      |                          |                          |
|                                                                      | Jonathan Dequidt Divers (Union populaire républicaine)                                    | 240                       | 0,74                      |                          |                          |
|                                                                      | Marlène Sgard Divers droite (Parti des citoyens européens)                                | 193                       | 0,60                      |                          |                          |
| Source : Ministère de l'Intérieur - Septième circonscription du Nord |                                                                                           |                           |                           |                          |                          |

#### Huitième circonscription
Député sortant : Dominique Baert (Parti socialiste).
|                                                                      |                                                     |                           |                           |                          |                          |
|                                                                      |                                                     | Premier tour 11 juin 2017 | Premier tour 11 juin 2017 | Second tour 18 juin 2017 | Second tour 18 juin 2017 |
|                                                                      |                                                     |                           |                           |                          |                          |
|                                                                      |                                                     | Nombre                    | % des inscrits            | Nombre                   | % des inscrits           |
| Inscrits                                                             | Inscrits                                            | 67 825                    | 100,00                    | 67 822                   | 100,00                   |
| Abstentions                                                          | Abstentions                                         | 45 148                    | 66,57                     | 47 537                   | 70,09                    |
| Votants                                                              | Votants                                             | 22 677                    | 33,43                     | 20 285                   | 29,91                    |
|                                                                      |                                                     |                           | % des votants             |                          | % des votants            |
| Bulletins blancs                                                     | Bulletins blancs                                    | 449                       | 1,98                      | 1 225                    | 6,04                     |
| Bulletins nuls                                                       | Bulletins nuls                                      | 160                       | 0,71                      | 468                      | 2,31                     |
| Suffrages exprimés                                                   | Suffrages exprimés                                  | 22 068                    | 97,31                     | 18 592                   | 91,65                    |
|                                                                      |                                                     |                           |                           |                          |                          |
| Candidat Étiquette politique (partis et alliances)                   | Candidat Étiquette politique (partis et alliances)  | Voix                      | % des exprimés            | Voix                     | % des exprimés           |
|                                                                      |                                                     |                           |                           |                          |                          |
|                                                                      | Catherine Osson La République en marche             | 6 369                     | 28,86                     | 11 703                   | 62,95                    |
|                                                                      | Astrid Leplat Front national                        | 4 845                     | 21,95                     | 6 889                    | 37,05                    |
|                                                                      | Paul Zilmia La France insoumise                     | 4 334                     | 19,64                     |                          |                          |
|                                                                      | Karim Amrouni Divers gauche                         | 1 709                     | 7,74                      |                          |                          |
|                                                                      | Léonard Delcourt Les Républicains                   | 1 691                     | 7,66                      |                          |                          |
|                                                                      | Mehdi Massrour Parti socialiste                     | 1 074                     | 4,87                      |                          |                          |
|                                                                      | Christian Carlier Europe Écologie Les Verts         | 763                       | 3,46                      |                          |                          |
|                                                                      | Sandrine Vanhoorde Debout la France                 | 467                       | 2,12                      |                          |                          |
|                                                                      | Françoise Delbarre Lutte ouvrière                   | 354                       | 1,60                      |                          |                          |
|                                                                      | Madgid Khiter Divers (Union populaire républicaine) | 213                       | 0,97                      |                          |                          |
|                                                                      | Nadia Bourahla Écologiste (Mouvement 100 %)         | 134                       | 0,61                      |                          |                          |
|                                                                      | Rachid Rizoug Divers (Alternative citoyenne)        | 100                       | 0,45                      |                          |                          |
|                                                                      | Amine Baba Aïssa Divers (Allons enfants)            | 15                        | 0,07                      |                          |                          |
|                                                                      | Luis Da Costa Divers                                | 0                         | 0,00                      |                          |                          |
| Source : Ministère de l'Intérieur - Huitième circonscription du Nord |                                                     |                           |                           |                          |                          |

#### Neuvième circonscription
Député sortant : Bernard Gérard (Les Républicains).
|                                                                      |                                                                                         |                           |                           |                          |                          |
|                                                                      |                                                                                         | Premier tour 11 juin 2017 | Premier tour 11 juin 2017 | Second tour 18 juin 2017 | Second tour 18 juin 2017 |
|                                                                      |                                                                                         |                           |                           |                          |                          |
|                                                                      |                                                                                         | Nombre                    | % des inscrits            | Nombre                   | % des inscrits           |
| Inscrits                                                             | Inscrits                                                                                | 91 615                    | 100,00                    | 91 618                   | 100,00                   |
| Abstentions                                                          | Abstentions                                                                             | 47 700                    | 52,07                     | 53 561                   | 58,46                    |
| Votants                                                              | Votants                                                                                 | 43 915                    | 47,93                     | 38 057                   | 41,54                    |
|                                                                      |                                                                                         |                           | % des votants             |                          | % des votants            |
| Bulletins blancs                                                     | Bulletins blancs                                                                        | 366                       | 0,83                      | 2 110                    | 5,54                     |
| Bulletins nuls                                                       | Bulletins nuls                                                                          | 158                       | 0,36                      | 829                      | 2,18                     |
| Suffrages exprimés                                                   | Suffrages exprimés                                                                      | 43 391                    | 98,81                     | 35 118                   | 92,28                    |
|                                                                      |                                                                                         |                           |                           |                          |                          |
| Candidat Étiquette politique (partis et alliances)                   | Candidat Étiquette politique (partis et alliances)                                      | Voix                      | % des exprimés            | Voix                     | % des exprimés           |
|                                                                      |                                                                                         |                           |                           |                          |                          |
|                                                                      | Valérie Petit La République en marche                                                   | 16 999                    | 39,18                     | 18 281                   | 52,06                    |
|                                                                      | Bernard Gérard (député sortant) Les Républicains (Union des démocrates et indépendants) | 11 047                    | 25,46                     | 16 837                   | 47,94                    |
|                                                                      | Céleste Van Isterdael La France insoumise                                               | 4 963                     | 11,44                     |                          |                          |
|                                                                      | Valérie Talpaert Front national                                                         | 3 340                     | 7,70                      |                          |                          |
|                                                                      | Sandrine Rousseau Europe Écologie Les Verts                                             | 2 058                     | 4,74                      |                          |                          |
|                                                                      | Denis Tonnel Divers droite (Les Républicains diss.)                                     | 1 322                     | 3,05                      |                          |                          |
|                                                                      | Isabelle Jouny Parti radical de gauche                                                  | 1 279                     | 2,95                      |                          |                          |
|                                                                      | Martine Roussel-Vanhée Parti communiste français (Front de gauche)                      | 646                       | 1,49                      |                          |                          |
|                                                                      | Jérôme Garcia Divers droite (Les Républicains diss.)                                    | 474                       | 1,09                      |                          |                          |
|                                                                      | Jean-Luc Landru Debout la France                                                        | 427                       | 0,98                      |                          |                          |
|                                                                      | Réjane Doré Extrême droite (Parti de la France)                                         | 233                       | 0,54                      |                          |                          |
|                                                                      | Catherine Hermary Divers (Union populaire républicaine)                                 | 221                       | 0,51                      |                          |                          |
|                                                                      | Maryline Mouchoux Lutte ouvrière                                                        | 209                       | 0,48                      |                          |                          |
|                                                                      | Sofia Djeddi Divers gauche (Mouvement des progressistes)                                | 140                       | 0,32                      |                          |                          |
|                                                                      | Bastien Denoyelle Divers (Allons enfants)                                               | 33                        | 0,08                      |                          |                          |
| Source : Ministère de l'Intérieur - Neuvième circonscription du Nord |                                                                                         |                           |                           |                          |                          |

#### Dixième circonscription
Député sortant : Vincent Ledoux (Les Républicains).
|                                                                     |                                                                                         |                           |                           |                          |                          |
|                                                                     |                                                                                         | Premier tour 11 juin 2017 | Premier tour 11 juin 2017 | Second tour 18 juin 2017 | Second tour 18 juin 2017 |
|                                                                     |                                                                                         |                           |                           |                          |                          |
|                                                                     |                                                                                         | Nombre                    | % des inscrits            | Nombre                   | % des inscrits           |
| Inscrits                                                            | Inscrits                                                                                | 82 008                    | 100,00                    | 82 008                   | 100,00                   |
| Abstentions                                                         | Abstentions                                                                             | 50 235                    | 61,26                     | 55 525                   | 67,71                    |
| Votants                                                             | Votants                                                                                 | 31 773                    | 38,74                     | 26 483                   | 32,29                    |
|                                                                     |                                                                                         |                           | % des votants             |                          | % des votants            |
| Bulletins blancs                                                    | Bulletins blancs                                                                        | 443                       | 1,39                      | 1 989                    | 7,51                     |
| Bulletins nuls                                                      | Bulletins nuls                                                                          | 191                       | 0,60                      | 952                      | 3,59                     |
| Suffrages exprimés                                                  | Suffrages exprimés                                                                      | 31 139                    | 98,00                     | 23 542                   | 88,89                    |
|                                                                     |                                                                                         |                           |                           |                          |                          |
| Candidat Étiquette politique (partis et alliances)                  | Candidat Étiquette politique (partis et alliances)                                      | Voix                      | % des exprimés            | Voix                     | % des exprimés           |
|                                                                     |                                                                                         |                           |                           |                          |                          |
|                                                                     | Vincent Ledoux (député sortant) Les Républicains (Union des démocrates et indépendants) | 8 385                     | 26,93                     | 13 168                   | 55,93                    |
|                                                                     | Sophie Taïeb La République en marche                                                    | 8 335                     | 26,77                     | 10 374                   | 44,07                    |
|                                                                     | Virginie Rosez Front national                                                           | 5 734                     | 18,41                     |                          |                          |
|                                                                     | Adélie Cormont La France insoumise                                                      | 3 886                     | 12,48                     |                          |                          |
|                                                                     | Yasmina Chigri Parti socialiste                                                         | 1 581                     | 5,08                      |                          |                          |
|                                                                     | Olivier Descamps Europe Écologie Les Verts                                              | 1 064                     | 3,42                      |                          |                          |
|                                                                     | Jocelyne Lefebvre Parti communiste français (Front de gauche)                           | 487                       | 1,56                      |                          |                          |
|                                                                     | Frédéric Debruyne Debout la France                                                      | 444                       | 1,43                      |                          |                          |
|                                                                     | Christian Baeckeroot Extrême droite (Parti de la France)                                | 428                       | 1,37                      |                          |                          |
|                                                                     | Christophe Charlon Lutte ouvrière                                                       | 294                       | 0,94                      |                          |                          |
|                                                                     | Oueb Leuchi Écologiste (Une France unie diverse et solidaire)                           | 230                       | 0,74                      |                          |                          |
|                                                                     | Olivier Durnez Divers Union populaire républicaine)                                     | 163                       | 0,52                      |                          |                          |
|                                                                     | Bernard Dujardin Divers droite                                                          | 77                        | 0,25                      |                          |                          |
|                                                                     | Léa Deturche Divers (Allons enfants)                                                    | 31                        | 0,10                      |                          |                          |
| Source : Ministère de l'Intérieur - Dixième circonscription du Nord |                                                                                         |                           |                           |                          |                          |

#### Onzième circonscription
Député sortant : Yves Durand (Parti socialiste).
|                                                                     | |                           |                           |                          |                          |
|                                                                     | | Premier tour 11 juin 2017 | Premier tour 11 juin 2017 | Second tour 18 juin 2017 | Second tour 18 juin 2017 |
|                                                                     | |                           |                           |                          |                          |
|                                                                     | | Nombre                    | % des inscrits            | Nombre                   | % des inscrits           |
| Inscrits                                                            | Inscrits | 92 069                    | 100,00                    | 92 067                   | 100,00                   |
| Abstentions                                                         | Abstentions | 48 437                    | 52,61                     | 54 408                   | 59,10                    |
| Votants                                                             | Votants | 43 632                    | 47,39                     | 37 659                   | 40,90                    |
|                                                                     | |                           | % des votants             |                          | % des votants            |
| Bulletins blancs                                                    | Bulletins blancs | 553                       | 1,27                      | 2 846                    | 7,56                     |
| Bulletins nuls                                                      | Bulletins nuls | 279                       | 0,64                      | 1 101                    | 2,92                     |
| Suffrages exprimés                                                  | Suffrages exprimés | 42 800                    | 98,09                     | 33 712                   | 89,52                    |
|                                                                     | |                           |                           |                          |                          |
| Candidat Étiquette politique (partis et alliances)                  | Candidat Étiquette politique (partis et alliances)                                                                        | Voix                      | % des exprimés            | Voix                     | % des exprimés           |
|                                                                     | |                           |                           |                          |                          |
|                                                                     | Laurent Pietraszewski La République en marche                                                                             | 13 110                    | 30,63                     | 22 645                   | 67,17                    |
|                                                                     | Nathalie Acs Front national                                                                                               | 6 760                     | 15,79                     | 11 067                   | 32,83                    |
|                                                                     | Karine Charbonnier Les Républicains                                                                                       | 5 908                     | 13,80                     |                          |                          |
|                                                                     | Sébastien Polveche La France insoumise                                                                                    | 5 520                     | 12,90                     |                          |                          |
|                                                                     | Roger Vicot Parti socialiste                                                                                              | 4 460                     | 10,42                     |                          |                          |
|                                                                     | Arnaud Marié Parti communiste français (Front de gauche)                                                                  | 1 762                     | 4,12                      |                          |                          |
|                                                                     | Lise Daleux Europe Écologie Les Verts                                                                                     | 1 743                     | 4,07                      |                          |                          |
|                                                                     | Denis Vinckier Divers droite                                                                                              | 891                       | 2,08                      |                          |                          |
|                                                                     | Priscilla Cherpin Écologiste (Confédération pour l'homme, l'animal et la planète)                                         | 852                       | 1,99                      |                          |                          |
|                                                                     | Christophe Devliegher Debout la France                                                                                    | 589                       | 1,38                      |                          |                          |
|                                                                     | Fatima Abdellaoui Lutte ouvrière                                                                                          | 321                       | 0,75                      |                          |                          |
|                                                                     | Jean-François Plouvier Écologiste (Mouvement écologiste indépendant - Confédération pour l'homme, l'animal et la planète) | 246                       | 0,57                      |                          |                          |
|                                                                     | Marceline Boyeldieu Divers (Union populaire républicaine)                                                                 | 231                       | 0,54                      |                          |                          |
|                                                                     | Yahya Benasaïd Écologiste (Une France unie diverse et solidaire)                                                          | 182                       | 0,43                      |                          |                          |
|                                                                     | Florian Leroy Extrême gauche (Parti ouvrier indépendant démocratique)                                                     | 171                       | 0,40                      |                          |                          |
|                                                                     | Corentin Devos Divers (Allons enfants)                                                                                    | 52                        | 0,12                      |                          |                          |
|                                                                     | Dominique Chombeau Régionaliste (La décroissance)                                                                         | 1                         | 0,00                      |                          |                          |
|                                                                     | Brigitte Parnaudeau Divers droite (Parti chrétien-démocrate)                                                              | 1                         | 0,00                      |                          |                          |
| Source : Ministère de l'Intérieur - Onzième circonscription du Nord | |                           |                           |                          |                          |

#### Douzième circonscription
Député sortant : Christian Bataille (Parti socialiste).
|                                                                      |                                                       |                           |                           |                          |                          |
|                                                                      |                                                       | Premier tour 11 juin 2017 | Premier tour 11 juin 2017 | Second tour 18 juin 2017 | Second tour 18 juin 2017 |
|                                                                      |                                                       |                           |                           |                          |                          |
|                                                                      |                                                       | Nombre                    | % des inscrits            | Nombre                   | % des inscrits           |
| Inscrits                                                             | Inscrits                                              | 93 610                    | 100,00                    | 93 580                   | 100,00                   |
| Abstentions                                                          | Abstentions                                           | 51 328                    | 54,83                     | 54 752                   | 58,51                    |
| Votants                                                              | Votants                                               | 42 282                    | 45,17                     | 38 828                   | 41,49                    |
|                                                                      |                                                       |                           | % des votants             |                          | % des votants            |
| Bulletins blancs                                                     | Bulletins blancs                                      | 672                       | 1,59                      | 2 451                    | 6,31                     |
| Bulletins nuls                                                       | Bulletins nuls                                        | 316                       | 0,75                      | 1 052                    | 2,71                     |
| Suffrages exprimés                                                   | Suffrages exprimés                                    | 41 294                    | 97,66                     | 35 325                   | 90,98                    |
|                                                                      |                                                       |                           |                           |                          |                          |
| Candidat Étiquette politique (partis et alliances)                   | Candidat Étiquette politique (partis et alliances)    | Voix                      | % des exprimés            | Voix                     | % des exprimés           |
|                                                                      |                                                       |                           |                           |                          |                          |
|                                                                      | Gérard Philippe Front national                        | 9 921                     | 24,03                     | 16 236                   | 45,96                    |
|                                                                      | Anne-Laure Cattelot La République en marche           | 9 710                     | 23,51                     | 19 089                   | 54,04                    |
|                                                                      | Laurent Courtois La France insoumise                  | 5 230                     | 12,67                     |                          |                          |
|                                                                      | Marjorie Gosselet Les Républicains                    | 4 799                     | 11,62                     |                          |                          |
|                                                                      | Joël Wilmotte Divers droite                           | 3 365                     | 8,15                      |                          |                          |
|                                                                      | Christian Bataille (député sortant) Divers gauche     | 3 325                     | 8,05                      |                          |                          |
|                                                                      | Jean Durieux Parti communiste français                | 2 216                     | 5,37                      |                          |                          |
|                                                                      | Élisabeth Saint-Guily Europe Écologie Les Verts       | 1 119                     | 2,71                      |                          |                          |
|                                                                      | Laurent Coulon Divers gauche                          | 783                       | 1,90                      |                          |                          |
|                                                                      | Jean-Charles Cournut Lutte ouvrière                   | 313                       | 0,76                      |                          |                          |
|                                                                      | Nadine Fournard Extrême droite (Parti de la France)   | 266                       | 0,64                      |                          |                          |
|                                                                      | Jonathan Pottiez Divers Union populaire républicaine) | 247                       | 0,60                      |                          |                          |
| Source : Ministère de l'Intérieur - Douzième circonscription du Nord |                                                       |                           |                           |                          |                          |

#### Treizième circonscription
Député sortant : Christian Hutin (Mouvement républicain et citoyen).
|                                                                       |                                                                                   |                           |                           |                          |                          |
|                                                                       |                                                                                   | Premier tour 11 juin 2017 | Premier tour 11 juin 2017 | Second tour 18 juin 2017 | Second tour 18 juin 2017 |
|                                                                       |                                                                                   |                           |                           |                          |                          |
|                                                                       |                                                                                   | Nombre                    | % des inscrits            | Nombre                   | % des inscrits           |
| Inscrits                                                              | Inscrits                                                                          | 89 284                    | 100,00                    | 89 284                   | 100,00                   |
| Abstentions                                                           | Abstentions                                                                       | 49 715                    | 55,68                     | 52 767                   | 59,10                    |
| Votants                                                               | Votants                                                                           | 39 569                    | 44,32                     | 36 517                   | 40,90                    |
|                                                                       |                                                                                   |                           | % des votants             |                          | % des votants            |
| Bulletins blancs                                                      | Bulletins blancs                                                                  | 837                       | 2,12                      | 1 797                    | 4,92                     |
| Bulletins nuls                                                        | Bulletins nuls                                                                    | 272                       | 0,69                      | 704                      | 1,93                     |
| Suffrages exprimés                                                    | Suffrages exprimés                                                                | 38 460                    | 97,20                     | 34 016                   | 93,15                    |
|                                                                       |                                                                                   |                           |                           |                          |                          |
| Candidat Étiquette politique (partis et alliances)                    | Candidat Étiquette politique (partis et alliances)                                | Voix                      | % des exprimés            | Voix                     | % des exprimés           |
|                                                                       |                                                                                   |                           |                           |                          |                          |
|                                                                       | Philippe Eymery Front national                                                    | 9 893                     | 25,72                     | 12 478                   | 36,68                    |
|                                                                       | Christian Hutin (député sortant) Divers gauche (Mouvement républicain et citoyen) | 9 507                     | 24,72                     | 21 538                   | 63,32                    |
|                                                                       | Sarah Robin La République en marche                                               | 8 283                     | 21,54                     |                          |                          |
|                                                                       | Elio Berte-Langereau La France insoumise                                          | 5 434                     | 14,13                     |                          |                          |
|                                                                       | Virginie Henocq Europe Écologie Les Verts                                         | 1 600                     | 4,16                      |                          |                          |
|                                                                       | Mickaëlle Lefèvre Union des démocrates et indépendants                            | 1 584                     | 4,12                      |                          |                          |
|                                                                       | Delphine Castelli Parti communiste français (Front de gauche)                     | 680                       | 1,77                      |                          |                          |
|                                                                       | Anthony Simati Divers                                                             | 633                       | 1,65                      |                          |                          |
|                                                                       | Jacques Volant Lutte ouvrière                                                     | 500                       | 1,30                      |                          |                          |
|                                                                       | Catherine Mogis Divers (Union populaire républicaine)                             | 254                       | 0,66                      |                          |                          |
|                                                                       | Christophe Legros Divers                                                          | 92                        | 0,24                      |                          |                          |
| Source : Ministère de l'Intérieur - Treizième circonscription du Nord |                                                                                   |                           |                           |                          |                          |

#### Quatorzième circonscription
Député sortant : Jean-Pierre Decool (Les Républicains).
|                                                                         |                                                                         |                           |                           |                          |                          |
|                                                                         |                                                                         | Premier tour 11 juin 2017 | Premier tour 11 juin 2017 | Second tour 18 juin 2017 | Second tour 18 juin 2017 |
|                                                                         |                                                                         |                           |                           |                          |                          |
|                                                                         |                                                                         | Nombre                    | % des inscrits            | Nombre                   | % des inscrits           |
| Inscrits                                                                | Inscrits                                                                | 98 793                    | 100,00                    | 98 782                   | 100,00                   |
| Abstentions                                                             | Abstentions                                                             | 48 660                    | 49,25                     | 54 871                   | 55,55                    |
| Votants                                                                 | Votants                                                                 | 50 133                    | 50,75                     | 43 911                   | 44,45                    |
|                                                                         |                                                                         |                           | % des votants             |                          | % des votants            |
| Bulletins blancs                                                        | Bulletins blancs                                                        | 952                       | 1,90                      | 3 074                    | 7,00                     |
| Bulletins nuls                                                          | Bulletins nuls                                                          | 414                       | 0,83                      | 1 446                    | 3,29                     |
| Suffrages exprimés                                                      | Suffrages exprimés                                                      | 48 767                    | 97,28                     | 39 391                   | 89,71                    |
|                                                                         |                                                                         |                           |                           |                          |                          |
| Candidat Étiquette politique (partis et alliances)                      | Candidat Étiquette politique (partis et alliances)                      | Voix                      | % des exprimés            | Voix                     | % des exprimés           |
|                                                                         |                                                                         |                           |                           |                          |                          |
|                                                                         | Paul Christophe Les Républicains (Union des démocrates et indépendants) | 13 004                    | 26,67                     | 25 162                   | 63,88                    |
|                                                                         | Julien Lemaitte La République en marche                                 | 12 407                    | 25,44                     | 14 229                   | 36,12                    |
|                                                                         | Yohann Duval Front national (Front national)                            | 9 898                     | 20,30                     |                          |                          |
|                                                                         | Delphine Decoster La France insoumise                                   | 5 853                     | 12,00                     |                          |                          |
|                                                                         | Christian Devos Parti socialiste                                        | 2 634                     | 5,40                      |                          |                          |
|                                                                         | Myriam Santhune Europe Écologie Les Verts                               | 1 584                     | 3,25                      |                          |                          |
|                                                                         | Sylvie Brachet Parti radical de gauche                                  | 1 074                     | 2,20                      |                          |                          |
|                                                                         | Jean-Paul Tisserand Extrême droite                                      | 878                       | 1,80                      |                          |                          |
|                                                                         | David Haillant Lutte ouvrière                                           | 644                       | 1,32                      |                          |                          |
|                                                                         | Nathalie Benalla Parti communiste français (Front de gauche)            | 471                       | 0,97                      |                          |                          |
|                                                                         | Stéphane Dumont Divers (Union populaire républicaine)                   | 320                       | 0,66                      |                          |                          |
| Source : Ministère de l'Intérieur - Quatorzième circonscription du Nord |                                                                         |                           |                           |                          |                          |

#### Quinzième circonscription
Député sortant : Jean-Pierre Allossery (Parti socialiste).
|                                                                       |                                                                |                           |                           |                          |                          |
|                                                                       |                                                                | Premier tour 11 juin 2017 | Premier tour 11 juin 2017 | Second tour 18 juin 2017 | Second tour 18 juin 2017 |
|                                                                       |                                                                |                           |                           |                          |                          |
|                                                                       |                                                                | Nombre                    | % des inscrits            | Nombre                   | % des inscrits           |
| Inscrits                                                              | Inscrits                                                       | 95 868                    | 100,00                    | 95 872                   | 100,00                   |
| Abstentions                                                           | Abstentions                                                    | 45 633                    | 47,60                     | 51 013                   | 53,21                    |
| Votants                                                               | Votants                                                        | 50 235                    | 52,40                     | 44 859                   | 46,79                    |
|                                                                       |                                                                |                           | % des votants             |                          | % des votants            |
| Bulletins blancs                                                      | Bulletins blancs                                               | 856                       | 1,70                      | 3 040                    | 6,78                     |
| Bulletins nuls                                                        | Bulletins nuls                                                 | 360                       | 0,72                      | 1 419                    | 3,16                     |
| Suffrages exprimés                                                    | Suffrages exprimés                                             | 49 019                    | 97,58                     | 40 400                   | 90,06                    |
|                                                                       |                                                                |                           |                           |                          |                          |
| Candidat Étiquette politique (partis et alliances)                    | Candidat Étiquette politique (partis et alliances)             | Voix                      | % des exprimés            | Voix                     | % des exprimés           |
|                                                                       |                                                                |                           |                           |                          |                          |
|                                                                       | Jennifer de Temmerman La République en marche                  | 13 764                    | 28,08                     | 24 529                   | 60,72                    |
|                                                                       | Pascal Prince Front national                                   | 10 095                    | 20,59                     | 15 871                   | 39,28                    |
|                                                                       | Jean-Pierre Bataille Les Républicains                          | 7 951                     | 16,22                     |                          |                          |
|                                                                       | Hervé Walraeve La France insoumise                             | 6 018                     | 12,28                     |                          |                          |
|                                                                       | Bruno Ficheux Union des démocrates et indépendants             | 5 305                     | 10,82                     |                          |                          |
|                                                                       | Michel Labitte Parti socialiste                                | 3 326                     | 6,79                      |                          |                          |
|                                                                       | Guillaume Fache Europe Écologie Les Verts                      | 1 219                     | 2,49                      |                          |                          |
|                                                                       | Luc Dubois Lutte ouvrière                                      | 615                       | 1,25                      |                          |                          |
|                                                                       | Gautier Leclaire Écologiste (Alliance écologiste indépendante) | 500                       | 1,02                      |                          |                          |
|                                                                       | Clotilde Poilly Divers (Union populaire républicaine)          | 226                       | 0,46                      |                          |                          |
| Source : Ministère de l'Intérieur - Quinzième circonscription du Nord |                                                                |                           |                           |                          |                          |

#### Seizième circonscription
Député sortant : Jean-Jacques Candelier (Parti communiste français).
|                                                                      |                                                                        |                           |                           |                          |                          |
|                                                                      |                                                                        | Premier tour 11 juin 2017 | Premier tour 11 juin 2017 | Second tour 18 juin 2017 | Second tour 18 juin 2017 |
|                                                                      |                                                                        |                           |                           |                          |                          |
|                                                                      |                                                                        | Nombre                    | % des inscrits            | Nombre                   | % des inscrits           |
| Inscrits                                                             | Inscrits                                                               | 83 022                    | 100,00                    | 83 023                   | 100,00                   |
| Abstentions                                                          | Abstentions                                                            | 46 242                    | 55,70                     | 49 704                   | 59,87                    |
| Votants                                                              | Votants                                                                | 36 780                    | 44,30                     | 33 319                   | 40,13                    |
|                                                                      |                                                                        |                           | % des votants             |                          | % des votants            |
| Bulletins blancs                                                     | Bulletins blancs                                                       | 621                       | 1,69                      | 2 001                    | 6,01                     |
| Bulletins nuls                                                       | Bulletins nuls                                                         | 258                       | 0,70                      | 783                      | 2,35                     |
| Suffrages exprimés                                                   | Suffrages exprimés                                                     | 35 901                    | 97,61                     | 30 535                   | 91,64                    |
|                                                                      |                                                                        |                           |                           |                          |                          |
| Candidat Étiquette politique (partis et alliances)                   | Candidat Étiquette politique (partis et alliances)                     | Voix                      | % des exprimés            | Voix                     | % des exprimés           |
|                                                                      |                                                                        |                           |                           |                          |                          |
|                                                                      | Hortense de Mereuil Front national                                     | 10 444                    | 29,09                     | 13 478                   | 44,14                    |
|                                                                      | Alain Bruneel Parti communiste français                                | 7 343                     | 20,45                     | 17 057                   | 55,86                    |
|                                                                      | Chantal Rybak Mouvement démocrate (La République en marche)            | 7 266                     | 20,24                     |                          |                          |
|                                                                      | Frédéric Delannoy Parti socialiste                                     | 5 584                     | 15,55                     |                          |                          |
|                                                                      | Nacéra Soltani Les Républicains (Union des démocrates et indépendants) | 2 812                     | 7,83                      |                          |                          |
|                                                                      | Philippe Bernard Europe Écologie Les Verts                             | 1 050                     | 2,92                      |                          |                          |
|                                                                      | Roger Marie Lutte ouvrière                                             | 705                       | 1,96                      |                          |                          |
|                                                                      | Loïc Jaspart Écologiste (Alliance écologiste indépendante)             | 386                       | 1,08                      |                          |                          |
|                                                                      | Émilie Fauvel Divers (Union populaire républicaine)                    | 311                       | 0,87                      |                          |                          |
| Source : Ministère de l'Intérieur - Seizième circonscription du Nord |                                                                        |                           |                           |                          |                          |

#### Dix-septième circonscription
Député sortant : Marc Dolez (Front de gauche).
|                                                                          | |                           |                           |                          |                          |
|                                                                          | | Premier tour 11 juin 2017 | Premier tour 11 juin 2017 | Second tour 18 juin 2017 | Second tour 18 juin 2017 |
|                                                                          | |                           |                           |                          |                          |
|                                                                          | | Nombre                    | % des inscrits            | Nombre                   | % des inscrits           |
| Inscrits                                                                 | Inscrits | 73 613                    | 100,00                    | 73 599                   | 100,00                   |
| Abstentions                                                              | Abstentions                                                                                                   | 40 124                    | 54,51                     | 43 660                   | 59,32                    |
| Votants                                                                  | Votants | 33 489                    | 45,49                     | 29 939                   | 40,68                    |
|                                                                          | |                           | % des votants             |                          | % des votants            |
| Bulletins blancs                                                         | Bulletins blancs                                                                                              | 523                       | 1,56                      | 1 911                    | 6,38                     |
| Bulletins nuls                                                           | Bulletins nuls                                                                                                | 187                       | 0,56                      | 889                      | 2,97                     |
| Suffrages exprimés                                                       | Suffrages exprimés                                                                                            | 32 779                    | 97,88                     | 27 139                   | 90,65                    |
|                                                                          | |                           |                           |                          |                          |
| Candidat Étiquette politique (partis et alliances)                       | Candidat Étiquette politique (partis et alliances)                                                            | Voix                      | % des exprimés            | Voix                     | % des exprimés           |
|                                                                          | |                           |                           |                          |                          |
|                                                                          | Thibaut François Front national                                                                               | 7 993                     | 24,38                     | 12 697                   | 46,79                    |
|                                                                          | Dimitri Houbron La République en marche                                                                       | 7 583                     | 23,13                     | 14 442                   | 53,21                    |
|                                                                          | François Guiffard La France insoumise                                                                         | 3 961                     | 12,08                     |                          |                          |
|                                                                          | Charles Beauchamp Parti communiste français (Front de gauche)                                                 | 3 955                     | 12,07                     |                          |                          |
|                                                                          | Frédéric Nihous Les Républicains (Chasse, pêche, nature et traditions - Union des démocrates et indépendants) | 3 408                     | 10,40                     |                          |                          |
|                                                                          | Jean-Luc Hallé Divers gauche (Mouvement des élus non-inscrits du Douaisis)                                    | 2 876                     | 8,77                      |                          |                          |
|                                                                          | Agnès Dupuis Parti socialiste                                                                                 | 1 174                     | 3,58                      |                          |                          |
|                                                                          | Lucile Wacheux Europe Écologie Les Verts                                                                      | 628                       | 1,92                      |                          |                          |
|                                                                          | Amid Benchabane Écologiste (Union pour la diversité et la solidarité)                                         | 364                       | 1,11                      |                          |                          |
|                                                                          | Éric Pecqueur Lutte ouvrière                                                                                  | 309                       | 0,94                      |                          |                          |
|                                                                          | Gaëtan Duez Divers (Union populaire républicaine)                                                             | 192                       | 0,59                      |                          |                          |
|                                                                          | Nicolas Rankowski Divers droite                                                                               | 177                       | 0,54                      |                          |                          |
|                                                                          | Léopold Pons Divers droite                                                                                    | 159                       | 0,49                      |                          |                          |
| Source : Ministère de l'Intérieur - Dix-septième circonscription du Nord | |                           |                           |                          |                          |

#### Dix-huitième circonscription
Député sortant : François-Xavier Villain (Union des démocrates et indépendants).
|                                                                          |                                                                     |                           |                           |                          |                          |
|                                                                          |                                                                     | Premier tour 11 juin 2017 | Premier tour 11 juin 2017 | Second tour 18 juin 2017 | Second tour 18 juin 2017 |
|                                                                          |                                                                     |                           |                           |                          |                          |
|                                                                          |                                                                     | Nombre                    | % des inscrits            | Nombre                   | % des inscrits           |
| Inscrits                                                                 | Inscrits                                                            | 91 575                    | 100,00                    | 91 572                   | 100,00                   |
| Abstentions                                                              | Abstentions                                                         | 48 363                    | 52,81                     | 53 516                   | 58,44                    |
| Votants                                                                  | Votants                                                             | 43 212                    | 47,19                     | 38 056                   | 41,56                    |
|                                                                          |                                                                     |                           | % des votants             |                          | % des votants            |
| Bulletins blancs                                                         | Bulletins blancs                                                    | 848                       | 1,96                      | 2 662                    | 6,99                     |
| Bulletins nuls                                                           | Bulletins nuls                                                      | 296                       | 0,68                      | 1 362                    | 3,58                     |
| Suffrages exprimés                                                       | Suffrages exprimés                                                  | 42 068                    | 97,35                     | 34 032                   | 89,43                    |
|                                                                          |                                                                     |                           |                           |                          |                          |
| Candidat Étiquette politique (partis et alliances)                       | Candidat Étiquette politique (partis et alliances)                  | Voix                      | % des exprimés            | Voix                     | % des exprimés           |
|                                                                          |                                                                     |                           |                           |                          |                          |
|                                                                          | Guy Bricout Union des démocrates et indépendants (Les Républicains) | 13 232                    | 31,45                     | 21 669                   | 63,67                    |
|                                                                          | Claire Pommeyrol-Burlet La République en marche                     | 10 684                    | 25,40                     | 12 363                   | 36,33                    |
|                                                                          | Mélanie Disdier Front national                                      | 10 234                    | 24,33                     |                          |                          |
|                                                                          | Thérèse-Marie Cardon La France insoumise                            | 5 071                     | 12,05                     |                          |                          |
|                                                                          | Thomas Frémond Europe Écologie Les Verts                            | 1 416                     | 3,37                      |                          |                          |
|                                                                          | Rosella Milot Debout la France                                      | 615                       | 1,46                      |                          |                          |
|                                                                          | Gautier Thery Lutte ouvrière                                        | 612                       | 1,45                      |                          |                          |
|                                                                          | Emmanuelle Larsen Divers (Union populaire républicaine)             | 197                       | 0,47                      |                          |                          |
|                                                                          | Joël Lamand Divers droite (Alliance royale)                         | 5                         | 0,01                      |                          |                          |
|                                                                          | Vincent Harduin Écologiste (Mouvement 100 %)                        | 2                         | 0,00                      |                          |                          |
| Source : Ministère de l'Intérieur - Dix-huitième circonscription du Nord |                                                                     |                           |                           |                          |                          |

#### Dix-neuvième circonscription
Député sortant : Anne-Lise Dufour-Tonini (Parti socialiste).
|                                                                          |                                                                        |                           |                           |                          |                          |
|                                                                          |                                                                        | Premier tour 11 juin 2017 | Premier tour 11 juin 2017 | Second tour 18 juin 2017 | Second tour 18 juin 2017 |
|                                                                          |                                                                        |                           |                           |                          |                          |
|                                                                          |                                                                        | Nombre                    | % des inscrits            | Nombre                   | % des inscrits           |
| Inscrits                                                                 | Inscrits                                                               | 79 101                    | 100,00                    | 79 087                   | 100,00                   |
| Abstentions                                                              | Abstentions                                                            | 42 631                    | 53,89                     | 47 011                   | 59,44                    |
| Votants                                                                  | Votants                                                                | 36 470                    | 46,11                     | 32 076                   | 40,56                    |
|                                                                          |                                                                        |                           | % des votants             |                          | % des votants            |
| Bulletins blancs                                                         | Bulletins blancs                                                       | 607                       | 1,66                      | 2 176                    | 6,78                     |
| Bulletins nuls                                                           | Bulletins nuls                                                         | 219                       | 0,60                      | 967                      | 3,01                     |
| Suffrages exprimés                                                       | Suffrages exprimés                                                     | 35 644                    | 97,74                     | 28 933                   | 90,20                    |
|                                                                          |                                                                        |                           |                           |                          |                          |
| Candidat Étiquette politique (partis et alliances)                       | Candidat Étiquette politique (partis et alliances)                     | Voix                      | % des exprimés            | Voix                     | % des exprimés           |
|                                                                          |                                                                        |                           |                           |                          |                          |
|                                                                          | Sébastien Chenu Front national                                         | 11 839                    | 33,21                     | 16 013                   | 55,35                    |
|                                                                          | Sabine Hebbar Mouvement démocrate (La République en marche)            | 6 443                     | 18,08                     | 12 920                   | 44,65                    |
|                                                                          | Anne-Lise Dufour-Tonini (députée sortante) Parti socialiste            | 5 019                     | 14,08                     |                          |                          |
|                                                                          | Julien Poix La France insoumise                                        | 4 573                     | 12,83                     |                          |                          |
|                                                                          | Pascal Jean Parti communiste français (Front de gauche)                | 3 480                     | 9,76                      |                          |                          |
|                                                                          | Olivier Capron Les Républicains (Union des démocrates et indépendants) | 2 472                     | 6,94                      |                          |                          |
|                                                                          | Xavier Blottière Écologiste                                            | 639                       | 1,79                      |                          |                          |
|                                                                          | Marlène Wrobel Lutte ouvrière                                          | 439                       | 1,23                      |                          |                          |
|                                                                          | Serge Thomès Extrême droite (Parti de la France)                       | 336                       | 0,94                      |                          |                          |
|                                                                          | Sébastien Dufour Divers (Union populaire républicaine)                 | 243                       | 0,68                      |                          |                          |
|                                                                          | Saïda Bamoune Divers gauche (Mouvement des progressistes)              | 161                       | 0,45                      |                          |                          |
| Source : Ministère de l'Intérieur - Dix-neuvième circonscription du Nord |                                                                        |                           |                           |                          |                          |

#### Vingtième circonscription
Député sortant : Alain Bocquet (Parti communiste français).
|                                                                       |                                                                      |                           |                           |                          |                          |
|                                                                       |                                                                      | Premier tour 11 juin 2017 | Premier tour 11 juin 2017 | Second tour 18 juin 2017 | Second tour 18 juin 2017 |
|                                                                       |                                                                      |                           |                           |                          |                          |
|                                                                       |                                                                      | Nombre                    | % des inscrits            | Nombre                   | % des inscrits           |
| Inscrits                                                              | Inscrits                                                             | 81 115                    | 100,00                    | 81 103                   | 100,00                   |
| Abstentions                                                           | Abstentions                                                          | 47 827                    | 58,96                     | 50 223                   | 61,92                    |
| Votants                                                               | Votants                                                              | 33 288                    | 41,04                     | 30 880                   | 38,08                    |
|                                                                       |                                                                      |                           | % des votants             |                          | % des votants            |
| Bulletins blancs                                                      | Bulletins blancs                                                     | 432                       | 1,30                      | 1 196                    | 3,87                     |
| Bulletins nuls                                                        | Bulletins nuls                                                       | 192                       | 0,58                      | 513                      | 1,66                     |
| Suffrages exprimés                                                    | Suffrages exprimés                                                   | 32 664                    | 98,13                     | 29 171                   | 94,47                    |
|                                                                       |                                                                      |                           |                           |                          |                          |
| Candidat Étiquette politique (partis et alliances)                    | Candidat Étiquette politique (partis et alliances)                   | Voix                      | % des exprimés            | Voix                     | % des exprimés           |
|                                                                       |                                                                      |                           |                           |                          |                          |
|                                                                       | Fabien Roussel Parti communiste français (Front de gauche)           | 7 712                     | 23,61                     | 18 633                   | 63,88                    |
|                                                                       | Ludovic de Danne Front national                                      | 7 397                     | 22,65                     | 10 538                   | 36,12                    |
|                                                                       | Daniel Zielinski La République en marche                             | 6 588                     | 20,17                     |                          |                          |
|                                                                       | Éric Renaud Divers gauche                                            | 3 124                     | 9,56                      |                          |                          |
|                                                                       | David Richer La France insoumise                                     | 3 031                     | 9,28                      |                          |                          |
|                                                                       | David Bustin Union des démocrates et indépendants (Les Républicains) | 1 839                     | 5,63                      |                          |                          |
|                                                                       | Éric Castelain Divers droite                                         | 1 112                     | 3,40                      |                          |                          |
|                                                                       | Frédéric Bigot Europe Écologie Les Verts                             | 699                       | 2,14                      |                          |                          |
|                                                                       | Dominique Slabolepszy Extrême droite (Parti de la France)            | 515                       | 1,58                      |                          |                          |
|                                                                       | Bruno Leclercq Lutte ouvrière                                        | 282                       | 0,86                      |                          |                          |
|                                                                       | Thierry Aubert Divers droite (Parti chrétien-démocrate)              | 209                       | 0,64                      |                          |                          |
|                                                                       | Christelle Carpentier Divers (Union populaire républicaine)          | 156                       | 0,48                      |                          |                          |
| Source : Ministère de l'Intérieur - Vingtième circonscription du Nord |                                                                      |                           |                           |                          |                          |

#### Vingt-et-unième circonscription
Député sortant : Laurent Degallaix (Union des démocrates et indépendants).
|                                                                             |                                                                           |                           |                           |                          |                          |
|                                                                             |                                                                           | Premier tour 11 juin 2017 | Premier tour 11 juin 2017 | Second tour 18 juin 2017 | Second tour 18 juin 2017 |
|                                                                             |                                                                           |                           |                           |                          |                          |
|                                                                             |                                                                           | Nombre                    | % des inscrits            | Nombre                   | % des inscrits           |
| Inscrits                                                                    | Inscrits                                                                  | 82 595                    | 100,00                    | 82 589                   | 100,00                   |
| Abstentions                                                                 | Abstentions                                                               | 48 113                    | 58,25                     | 51 205                   | 62,00                    |
| Votants                                                                     | Votants                                                                   | 34 482                    | 41,75                     | 31 384                   | 38,00                    |
|                                                                             |                                                                           |                           | % des votants             |                          | % des votants            |
| Bulletins blancs                                                            | Bulletins blancs                                                          | 809                       | 2,35                      | 1 771                    | 5,64                     |
| Bulletins nuls                                                              | Bulletins nuls                                                            | 236                       | 0,68                      | 713                      | 2,27                     |
| Suffrages exprimés                                                          | Suffrages exprimés                                                        | 33 437                    | 96,97                     | 28 900                   | 92,09                    |
|                                                                             |                                                                           |                           |                           |                          |                          |
| Candidat Étiquette politique (partis et alliances)                          | Candidat Étiquette politique (partis et alliances)                        | Voix                      | % des exprimés            | Voix                     | % des exprimés           |
|                                                                             |                                                                           |                           |                           |                          |                          |
|                                                                             | Béatrice Descamps Union des démocrates et indépendants (Les Républicains) | 11 170                    | 33,41                     | 18 126                   | 62,72                    |
|                                                                             | Valérie Caudron Front national                                            | 7 323                     | 21,90                     | 10 774                   | 37,28                    |
|                                                                             | Ophélie Tricot La France insoumise                                        | 4 704                     | 14,07                     |                          |                          |
|                                                                             | Didier Legrand Divers droite                                              | 3 004                     | 8,98                      |                          |                          |
|                                                                             | Christine Laurent Parti socialiste                                        | 1 840                     | 5,50                      |                          |                          |
|                                                                             | Patrick Kolebacki Parti communiste français (Front de gauche)             | 1 578                     | 4,72                      |                          |                          |
|                                                                             | Pauline Pottier Europe Écologie Les Verts                                 | 1 315                     | 3,93                      |                          |                          |
|                                                                             | Laurent Lasselin (d) Divers droite                                        | 1 089                     | 3,26                      |                          |                          |
|                                                                             | Édith Weisshaupt Lutte ouvrière                                           | 343                       | 1,03                      |                          |                          |
|                                                                             | Jean-Luc François Laurent Extrême droite (Parti de la France)             | 324                       | 0,97                      |                          |                          |
|                                                                             | Christine Braet Divers (Union populaire républicaine)                     | 242                       | 0,72                      |                          |                          |
|                                                                             | Yazid Amara Divers (Parti égalité et justice)                             | 225                       | 0,67                      |                          |                          |
|                                                                             | Sally Haddar Divers gauche (Nouveau souffle)                              | 210                       | 0,63                      |                          |                          |
|                                                                             | Sylvain Damiani Divers                                                    | 70                        | 0,21                      |                          |                          |
| Source : Ministère de l'Intérieur - Vingt et unième circonscription du Nord |                                                                           |                           |                           |                          |                          |